# 進歩
進歩（しんぽ）とは、望ましい方向へ物事や文化、文明などが進んでいくことである。対義語は退歩（たいほ）。類義語は発展、及び発達。また生物学の分野では進化がよく混同される。

## 比較
進歩は質的な向上のことを言う。それに対して発展は物事の勢いや力が伸びていくことで、質的な向上とともに量的な広がりも言うことがある。
一つの時系列的な変化の内の、肯定的（「良い」と評価されること）な変化に対してのみこのように呼ばれ、否定的な変化は退歩、急激な変化は革新（政治的には革命など）といった様々な関連語があるが、時間の進行が非可逆かつ一定であるのに対して、文化や文明・あるいは技術ないし学問の変化は一様では無く、また「良い/悪い」というのも後世の評価であって絶対的なものとはいえない。例えば民主化のプロセスは民主主義的な視点から言えば進歩と呼べるが、社会主義ないし共産主義の視点からすれば堕落を含む退歩ともみなされる。
こういった事情にも絡み、進歩という語自体は、一種のレトリカルな曖昧性を含んでいる。

## 進歩と歴史
進歩は、時系列的な状態変化を歩行で前進することに擬えた語であり、いわゆる「千里の道も一歩から」という慣用句が示す通り、確実に前進することである。水前寺清子の『三百六十五歩のマーチ』歌詞中にある「三歩進んで、二歩下がる」は少なくとも効率は三分の一ながら進歩的だが、「一歩進んで二歩下がる」と実質-1になってしまうため退歩である。
人類の歴史では戦争などの社会的な混乱にもちなみ、情報の散逸や技術の遺失によって文化程度すら「後退してしまう」現象もしばしば発生してはいるが、少なくとも21世紀初頭という現在までの全体を見れば、着実に進歩しているとも言える。
進歩は、必ずしも究極的到達点（ゴール）を必要としない。第二次世界大戦前後の時代に於いて資本主義圏と共産主義圏は共にそれぞれの求める「より良い状態」を目指してはいたが、冷戦の時代には官僚ないし政治家の腐敗や汚職事件など、または社会的なヒステリー状態（例としては赤狩りやレッドパージ）も発生するといった現象で部分後退ないし迷走している。
ただ冷戦時代の迷走も必ずしも無益だったとは言い難く、例えば冷戦時下の宇宙開発発展は国威発揚の意図もあったことから、冷戦後の宇宙開発に比べ驚くほどの巨額予算が投入されたため、急速な進歩を遂げている。こういった事情もあり、進歩とそれ以外の状態は視点を返るだけでも簡単に入れ替わるなどするため、ことは単純ではない。

## 進化と進歩
生物の進化は進歩ではない。生物における進化は、歴史的な時間経過の中で、世代を繰り返す生物の形質の不可逆的な変化を意味し、必ずしも進歩の意味を含めない。たとえば単細胞生物から多細胞生物、あるいは単純な神経系しか持たない動物から複雑な脳を備えた動物へというように、より高度でより複雑な形質を持つ生物への変化は確かに進歩的であり、これも進化に違いないのではあるが、ある場合にはより単純な構造への変化、それぞれの器官の退化といった退歩的な変化が見られる場合もある。しかし、それはその生物にとってはやはり生き延び、子孫を残すために役立つ変化であり（でなければそのようなものが残るはずもない）、したがってそれはやはり進化であり、先に述べた進歩的な変化と区別するわけにはいかないのである。なお、退化も進化の反対語ではない。